# Brampton (Norfolk)
Brampton – wieś w Anglii, w hrabstwie Norfolk, w dystrykcie Broadland. Leży 15 km na północ od Norwich i 170 km na północny wschód od Londynu.
W 2001 miejscowość liczyła 162 mieszkańców.